# Rivière de la Roche
Pour les articles homonymes, voir Roche (homonymie).
La rivière de la Roche (en anglais : Rock River) est un affluent de la Rock River Bay, au nord du lac Champlain. Cette rivière coule :
- dans le comté de Franklin, dans les villes de Franklin et de Highgate, au nord du Vermont, aux États-Unis ;
- dans Saint-Armand, dans la municipalité régionale de comté (MRC) de Brome-Missisquoi, dans la région administrative de la Montérégie, dans le sud-ouest de la province de Québec, au Canada.

Outre la zone du village de Saint-Armand, l'agriculture constitue la principale activité économique de cette vallée ; les activités récréotouristiques, en second, soit près du lac Champlain,.
La vallée de ce cours d'eau est desservie par les routes suivantes :
- comté de Franklin (cours supérieur) : Hanna Road, Beaver Meadow Road, Barnum Road et Browns Corner Road ;
- Highgate (cours intermédiaire) : Bouchard Road, Cassidy Road, Tarte Road, Rollo Road, Franklin Road, Gore Road (VT 207) et Rainville Road ;
- Saint-Armand (au Québec) : le chemin Pelletier Sud, le chemin de Saint-Armand, le chemin Bradley ;
- Highgate (cours inférieur) : Ballard Road, Saint Armand Road, Highway 189, Spring Street (US 7)[2].

La surface de la rivière de la Roche (sauf les zones de rapides) est généralement gelée de la mi-décembre au début mars, mais la circulation sécuritaire sur la glace se fait généralement de fin décembre à fin février. Le niveau de l'eau de la rivière varie selon les saisons et les précipitations ; la crue printanière survient généralement en mars.

## Géographie
Via le lac Champlain et la rivière Richelieu, cette rivière fait partie des bassins versants du fleuve Saint-Laurent.
La rivière de la Roche prend sa source d'une zone de marais dans le comté de Franklin, soit à la limite du Highgate. Cette source est située entre Jones Road et Hanna Road, à l'ouest du lac Carmi, au Vermont.
La rivière de la Roche Plate coule sur 40,8 km dont 30,7 km au Vermont et 10,1 km au Québec, avec une dénivellation de m, selon les segments suivants :
- 10,1 km dans la partie supérieure (dans la ville de Franklin au Vermont) entièrement en zone agricole : d'abord sur 2,8 km vers le nord-ouest jusqu'au pont du Hanna Road ; puis vers l'ouest, en formant d'abord un crochet vers le nord, puis une grande courbe vers le sud en coupant le Browns Corner Road, en recueillant un ruisseau (venant du nord-est), jusqu'à la limite des villes de Franklin et de Highgate ;
- 13,7 km dans la partie intermédiaire (dans la ville de Highgate au Vermont) entièrement en zone agricole : d'abord sur 3,4 km vers le sud-ouest, jusqu'à un coude de rivière ; puis sur 10,3 km vers le nord en traversant le Bullis Pont et en coupant le Gore Road (VT 207), jusqu'à la frontière canado-américaine ;
- 10,1 km dans la partie intermédiaire (dans Saint-Armand, au Québec) : d'abord sur 4,2 km vers le nord-ouest en zone forestière et agricole, en formant une boucle vers le nord-est où elle coupe le chemin Pelletier Sud, en formant une boucle vers l'ouest, en recueillant le ruisseau Brandy (venant du nord-est), en coupant le chemin de Saint-Armand, jusqu'à un coude de rivière ; puis sur 5,9 km vers le sud-ouest en passant du côté Est du village de Saint-Armand, et en serpentant en zone agricole jusqu'à la frontière canado-américaine ;
- 6,9 km dans la partie inférieure (au Vermont) : vers le sud-ouest à partir de la frontière canado-américaine, formant quelques boucles vers l'ouest et vers l'est, avant de se diriger vers le sud-ouest dans une plaine agricole en passant sous le pont du Saint Armand Road, sous le pont de l'autoroute 189 et sous le pont du Spring Street (US7), puis se déverse sur la rive Est du Rock River Bay dans la partie nord du Lac Champlain.

La rivière de la Roche se déverse sur la rive Est du Rock River Bay, dans la partie sud de la baie Missisquoi, un appendice au nord du lac Champlain. Cette confluence est située dans Highgate Springs, au Vermont.

## Toponymie
Selon le Geographic Names Information System (GNIS) (Système d'information sur les noms géographiques) des États-Unis, ce cours d'eau est également connu sous le nom de «Rivière Rocher» et «Rivière de La Roche».
Au Québec, cette rivière parait sur la carte de 1732 de l'arpenteur Jean-Baptiste Lefebvre, dit Anger, sous la graphie «Rivière du Rocher». Jadis, dans la communauté anglophone du Québec, ce cours d'eau était désigné «Rock River», comme au Vermont. L'origine de cet hydronyme est attribuable à la présence d'un gros rocher, à l'embouchure du cours d'eau sur la rive Est du Rock River Bay, du lac Champlain, au Vermont. Au Québec, le toponyme «Rivière de la Roche» a été approuvé le 2 février 1955 par la Commission de géographie, laquelle fut renommée "Commission de toponymie du Québec",.
Le toponyme "Rivière de la Roche" a été officialisé le 5 décembre 1968 à la Commission de toponymie du Québec.